# Научно-фантастический вестерн
Научно-фантастический вестерн — поджанр или кросс-жанр, который использует сюжет и обстановку вестерна, включая элементы научной фантастики, такие как футуристические технологии или инопланетяне:{{{1}}}. «Постапокалиптический вестерн» и «стимпанк-вестерн» подпадают под этот поджанр:2.
Поскольку характерные элементы научной фантастики могут встречаться в любой обстановке, научная фантастика поддается сочетанию с другими жанрами. В 1953 году Джон Пристли описал вестерн как один из трёх типов научной фантастики.
Предшественников научно-фантастического вестерна можно увидеть в изобретательской художественной литературе XIX века, такой как «Паровой человек в прериях».
Сериал The Phantom Empire был назван, возможно, самым ранним научно-фантастическим вестерном. Действие происходит на ранчо, был использован реквизит, связанный с обычными вестернами, но он продемонстрировал футуристические технологии, отсутствовавшей в тот период. С тех пор научно-фантастические вестерны появились в кино, на телевидении, в романах, комиксах и других средствах массовой информации.

## Обстановка и темы
В 1953 году Джон Пристли описал вестерн как один из трех типов научной фантастики.  Отдельные жанры научной фантастики и вестерна используют похожие сюжетные устройства и типы персонажей, а также общие пограничные обстановки и темы выживания, что делает два жанра хорошо подходящими для того, чтобы быть смешанным поджанром. Общая обстановка границы контрастирует с типичным вестерном, показывающим границу как нечто, что можно приручить, но что-то, что никогда не может быть полностью пересечено в научной фантастике. Другая общая тема заключается в том, что в качестве средства выживания часто применяется сила, что приводит к типу героя, который часто одновременно и дикий, и цивилизованный. Также характерной для обоих жанров является тема экономического мотива для исследования или расширения.
В сочетании научно-фантастический вестерн фокусируется на традиционных сюжетах вестерна и пограничных обстановках в сочетании с элементами научной фантастики, такими как футуристические технологии или инопланетяне:29:1. Это определение можно противопоставить космическому вестерну, который, имея свои корни в научной фантастике, содержит элементы вестерна, но, как правило, его действие происходит в космической обстановке:1.
В связанные кросс-жанры входит стимпанк-вестерн, который обычно включает в себя обстановку вестерна и футуристические элементы научной фантастики в сочетании с эстетикой стимпанка. Это может включать в себя кроссовер с жанром Weird West. Постапокалиптический вестерн относится к этому поджанру, обычно включая беззаконие на границе, банды преступников и выживание отчуждённого героя:2.

## История
Предшественники научно-фантастического вестерна начались еще в конце 1800-х годов с того, что стало известно как изобретательская фантастика, с такими примерами, как «Паровой человек в прериях»:6.
Ранние киносериалы, такие как «Призрачная империя» и «Призрачный патруль», включали сверхъестественные фигуры научной фантастики в обстановке вестерна:29. К эпохе после Второй мировой войны популярность вестернов начала падать. Подход классического вестерна к гендеру, расе, сексуальности и группам коренных народов способствовал его упадку до тех пор, пока гибридный вестерн не возродил его:28.
В 1960-х годах были такие фильмы, как «Долина Кванги», в которых были показаны ковбои, сражающиеся с динозаврами. К 1990-м годам сериал Приключения Бриско Каунти — младшего привёл научно-фантастический вестерн на телевидение:28.
Телесериал «Светлячок» считается отличительным. В каком-то смысле он считается космическим вестерном с его космической обстановкой. Тем не менее, его пограничный реализм квалифицирует его как научно-фантастический вестерн других, включая создателя Джосса Уидона, поскольку он сочетает в себе визуальные элементы, связанные с вестернами. В любом случае, он в конечном итоге раздвинул границы жанров. Уидон отметил, что этот термин заставил людей «скривиться».
Несмотря на провал в прокате фильм «Ковбои против пришельцев» отдал дань уважения жанру с его успешной интеграцией и научно-фантастических тем и тем вестерна:31.